# Akkajihalli, Koratagere
Akkajihalli là một làng thuộc tehsil Koratagere, huyện Tumkur, bang Karnataka, Ấn Độ.